# Holoadeninae
Holoadeninae – podrodzina płazów bezogonowych z rodziny Craugastoridae.

## Rozmieszczenie geograficzne
Podrodzina obejmuje gatunki występujące na pacyficznych nizinach Ekwadoru i południowej Kolumbii; w Andach południowego Ekwadoru, Peru i Boliwii oraz w dorzeczu Amazonki w Kolumbii, Peru, Boliwii i przyległej Brazylii; w przybrzeżnych lasach atlantyckich w południowo-wschodniej Brazylii.

## Podział systematyczny
Do podrodziny należą następujące rodzaje:
- Bahius Dubois, Ohler & Pyron, 2021 – jedynym przedstawicielem jest Bahius bilineatus (Bokermann, 1975)
- Barycholos Heyer, 1969
- Bryophryne Hedges, Duellman & Heinicke, 2008
- Euparkerella Griffiths, 1959
- Holoaden Miranda-Ribeiro, 1920
- Microkayla De la Riva, Chaparro, Castroviejo-Fisher & Padial, 2017
- Noblella Barbour, 1930
- Phyllonastes Heyer, 1977
- Qosqophryne Catenazzi, Mamani, Lehr & von May, 2020
- Urkuphryne Ortega, Cisneros-Heredia, Camper, Romero-Carvajal, Negrete & Ron, 2025 – jedynym przedstawicielem jest Urkuphryne merinoi Ortega, Cisneros-Heredia, Camper, Romero-Carvajal, Negrete & Ron, 2025